# Olympische Sommerspiele 2012/Teilnehmer (El Salvador)
| Gelbes Symbol für Goldmedaillen mit stilisierten Olympischen Ringen | Graues Symbol für Silbermedaillen mit stilisierten Olympischen Ringen | Braundes Symbol für Bronzemedaillen mit stilisierten Olympischen Ringen |
| ------------------------------------------------------------------- | --------------------------------------------------------------------- | ----------------------------------------------------------------------- |
| —                                                                   | —                                                                     | —                                                                       |

El Salvador nahm in London an den Olympischen Spielen 2012 teil. Es war die insgesamt zehnte Teilnahme an Olympischen Sommerspielen. Das Comité Olímpico de El Salvador nominierte zehn Athleten in sieben Sportarten.
Fahnenträgerin bei der Eröffnungsfeier war die Radsportlerin Evelyn García.

## Teilnehmer nach Sportart

### Gewichtheben
| Athleten              | Wettbewerb       | Reißen       | Reißen | Stoßen       | Stoßen | Zweikampf    | Zweikampf | Rang |
| Athleten              | Wettbewerb       | Gewicht (kg) | Rang   | Gewicht (kg) | Rang   | Gewicht (kg) | Rang      | Rang |
| --------------------- | ---------------- | ------------ | ------ | ------------ | ------ | ------------ | --------- | ---- |
| Männer                |                  |              |        |              |        |              |           |      |
| Julio César Salamanca | Klasse bis 62 kg | 110          | 12     | 150          | 11     | 260          | 11        | 11   |

### Judo
| Athleten        | Wettbewerb       | 1. Runde         | 1. Runde | Achtelfinale  | Achtelfinale  | Viertelfinale | Viertelfinale | Hoffnungsrunde Halbfinale | Hoffnungsrunde Halbfinale | Halbfinale    | Halbfinale    | Hoffnungsrunde Finale | Hoffnungsrunde Finale | Finale        | Finale        | Rang |
| Athleten        | Wettbewerb       | Gegner           | Ergebnis | Gegner        | Ergebnis      | Gegner        | Ergebnis      | Gegner                    | Ergebnis                  | Gegner        | Ergebnis      | Gegner                | Ergebnis              | Gegner        | Ergebnis      | Rang |
| --------------- | ---------------- | ---------------- | -------- | ------------- | ------------- | ------------- | ------------- | ------------------------- | ------------------------- | ------------- | ------------- | --------------------- | --------------------- | ------------- | ------------- | ---- |
| Männer          |                  |                  |          |               |               |               |               |                           |                           |               |               |                       |                       |               |               |      |
| Carlos Figueroa | Klasse bis 66 kg | Sasha Mehmedovic | 000-010  | ausgeschieden | ausgeschieden | ausgeschieden | ausgeschieden | ausgeschieden             | ausgeschieden             | ausgeschieden | ausgeschieden | ausgeschieden         | ausgeschieden         | ausgeschieden | ausgeschieden | 33   |

### Leichtathletik
Laufen und Gehen
| Athleten          | Wettbewerb  | Vorlauf     | Vorlauf | Halbfinale    | Halbfinale    | Finale        | Finale        | Rang |
| Athleten          | Wettbewerb  | Zeit        | Rang    | Zeit          | Rang          | Zeit          | Rang          | Rang |
| ----------------- | ----------- | ----------- | ------- | ------------- | ------------- | ------------- | ------------- | ---- |
| Frauen            |             |             |         |               |               |               |               |      |
| Gladys Landaverde | 1500 m      | 4:18,26 min | 39      | ausgeschieden | ausgeschieden | ausgeschieden | ausgeschieden | 39   |
| Männer            |             |             |         |               |               |               |               |      |
| Emerson Hernández | 50 km Gehen | –           | –       | –             | –             | 3:53:57 h     | 27            | 27   |

### Radsport

#### Straße
| Athleten      | Wettbewerb    | Zeit      | Rang |
| ------------- | ------------- | --------- | ---- |
| Frauen        |               |           |      |
| Evelyn García | Straßenrennen | 3:35:56 h | 26   |

### Rudern
| Athleten      | Wettbewerb | Vorlauf    | Vorlauf | Hoffnungslauf | Hoffnungslauf | Viertelfinale | Viertelfinale | Halbfinale | Halbfinale | Finale     | Finale | Rang |
| Athleten      | Wettbewerb | Zeit (min) | Rang    | Zeit (min)    | Rang          | Zeit (min)    | Rang          | Zeit (min) | Rang       | Zeit (min) | Rang   | Rang |
| ------------- | ---------- | ---------- | ------- | ------------- | ------------- | ------------- | ------------- | ---------- | ---------- | ---------- | ------ | ---- |
| Frauen        |            |            |         |               |               |               |               |            |            |            |        |      |
| Camila Vargas | Einer      | 8:01,60    | 5       | 7:53,38       | 1             | 8:07,67       | 6             | 7:52,22    | 3          | 8:19,75    | 4      | 16   |
| Männer        |            |            |         |               |               |               |               |            |            |            |        |      |
| Roberto López | Einer      | 7:23,75    | 4       | 7:27,75       | 5             | –             | –             | 7:57,89    | 3          | 7:41,32    | 5      | 29   |

### Schießen
| Athleten      | Wettbewerb                           | Qualifikation | Qualifikation | Finale        | Finale        | Ringe | Rang |
| Athleten      | Wettbewerb                           | Ringe         | Rang          | Ringe         | Rang          | Ringe | Rang |
| ------------- | ------------------------------------ | ------------- | ------------- | ------------- | ------------- | ----- | ---- |
| Frauen        |                                      |               |               |               |               |       |      |
| Melissa Mikec | Luftgewehr 10 m                      | 392           | 39            | ausgeschieden | ausgeschieden | 392   | 39   |
| Melissa Mikec | Kleinkaliber Dreistellungskampf 50 m | 560           | 45            | ausgeschieden | ausgeschieden | 560   | 45   |

### Schwimmen
| Athleten       | Wettbewerb     | Vorlauf     | Vorlauf | Halbfinale    | Halbfinale    | Finale        | Finale        | Rang |
| Athleten       | Wettbewerb     | Zeit        | Rang    | Zeit          | Rang          | Zeit          | Rang          | Rang |
| -------------- | -------------- | ----------- | ------- | ------------- | ------------- | ------------- | ------------- | ---- |
| Frauen         |                |             |         |               |               |               |               |      |
| Pamela Benítez | 800 m Freistil | 9:02,66 min | 33      | ausgeschieden | ausgeschieden | ausgeschieden | ausgeschieden | 33   |
| Männer         |                |             |         |               |               |               |               |      |
| Rafael Alfaro  | 400 m Lagen    | 4:35,80 min | 35      | ausgeschieden | ausgeschieden | ausgeschieden | ausgeschieden | 35   |